# Gaborone United Sporting Club (féminines)
La section féminine du Gaborone United SC est un club féminin de football botswanais basé à Gaborone.

## Histoire
Gaborone United perd en finale du championnat du Botswana 2022-2023 sur la plus petite des marges (0-1) face à Double Action.
En 2023-2024, Gaborone United devance le multiple champion en titre, Double Action, dans le championnat de la région de Gaborone (Gaborone City Region Division One) et se qualifie pour le championnat national, que le club remporte aisément avec une victoire 8-1 en finale face à Tawana. Le club décroche son premier titre national, et se qualifie pour la Ligue des champions du COSAFA. L'entraîneur de Double Action, William Monene, rejoint Gaborone United pour disputer la compétition. Après avoir battu les Herentals Queens en demi-finale, le club perd en finale aux tirs au but (1-1, 8-9) face aux Sud-Africaines de l'UWC.

## Palmarès
Championnat du Botswana (1) :
- Champion en 2023-2024
- Finaliste en 2022-2023

Gaborone City Division One (1) :
- Champion en 2023-2024
- Deuxième en 2022-2023

Ligue des champions du COSAFA (0) :
- Finaliste en 2024